# Крајем вијека
Крајем вијека је дванаести студијски албум хрватске поп пјевачице Дорис Драговић, објављен 1999. Албум су објавиле издавачке куће Кроација рекордс, Орфеј и Тоника, а продуцирао еминентни хрватски музички продуцент и текстописац Тончи Хуљић.  Хуљић је написао и већину песама са албума.  На албуму је била и песма „Марија Магдалена“ са којом је Драговић освојио четврто место на Еуросонгу 1999. године. 

## Позадина
Након успеха претходног албума, Дорис наступа са песмом „То“ на Задарфесту 1998. године. Исте године на МХЈ-у наступа са песмом „Као ти“. 1999. године је наступала са песмом „Судњи дан“ у сарадњи са групом Магазин. На Загребфесту наступа са песмом „Нити кунем, нити молим“, такође 1999.

### Песма Евровизије 1999
Драговић је 1999. године изабрана да представља Хрватску на Песми Евровизије 1999. године, након што је победила на националним изборима ХРТ Дора са својом драмском песмом „Марија Магдалена“, коју је написао истакнути хрватски текстописац Тончи Хуљић.  Драговић је заузела респектабилно четврто место у Јерусалиму, иако је рано извучено у певачком реду, што се понекад наводи као недостатак. Њен наступ је такође укључивао скидање неке од њене одеће — што се у шали сматра основним елементом наступа на Евровизији — и био је добро примљен на првом такмичењу у којем је већина земаља доделила своје бодове након јавног телефонског гласања. Ово остаје један од најбољих резултата Хрватске на такмичењу. „Марија Магдалена“ је такође била радијски хит у Грчкој и достигла прво место.

## Албум
Поп жанр је доминантан на овом албуму. Елементи денс музике се појављују у песмама „Морам“ и „Марија Магдалена“, а рок елементи у песми „Шаком о стол“.
Ово је први албум Дорис Драговић који је лиценцно објављен у СРЈ.
Албум је праћен спотовима за песме „То“, „Морам“, „Шаком о стол“, „Марија Магдалена“ и „Као ти“. Маја 2023. године је изашла модерна обрада песме „Марија Магдалена“.

## Списак песама
1. „Шаком о стол“ (Тончи Хуљић, Вјекослава Хуљић, Реми Казиноти)
2. „Нити кунем, нити молим“ (Адонис Ћулибрк, Вјекослава Хуљић, Давор Девчић)
3. „Као ти“ (Тончи Хуљић, Вјекослава Хуљић, Реми Казиноти)
4. „То“ (Тончи Хуљић, Вјекослава Хуљић, Реми Казиноти)
5. „Морам“ (Тончи Хуљић, Вјекослава Хуљић, Реми Казиноти)
6. „Марија Магдалена“ (Тончи Хуљић, Вјекослава Хуљић, Реми Казиноти)
7. „Судњи дан“ са Магазином (Тончи Хуљић, Вјекослава Хуљић, Давор Девчић)
8. „Не би' не би“ (Тончи Хуљић, Вјекослава Хуљић, Реми Казиноти)
9. „Опрости ми“ (Адонис Ћулибрк Бојтроник, Фарук Буљубашић Фајо, Реми Казиноти)

## Топ листе
| Листа        | Највиша позиција |
| ------------ | ---------------- |
| Вечерњи лист | 1                |
| Борба        | 3                |

## Обраде
- Судњи дан — You know me (Роби Вилијамс)[12]
- То — I will survive[12]
- Морам  — Strong Enough (Шер)[12]